# The Azadi
The Azadi est un journal bangladais publié à Chittagong, au Bangladesh.

## Histoire
The Azadi a été publié pour la première fois le 5 septembre 1960. Le document était pro-démocratie et soutenait divers mouvements d'autonomie au Pakistan oriental. Il a été mis sur liste noire pendant un an par le gouvernement pakistanais et interdit de recevoir de la publicité gouvernementale. Il a cessé de paraître pendant trois mois pendant la guerre de libération du Bangladesh.